# 프리캐드

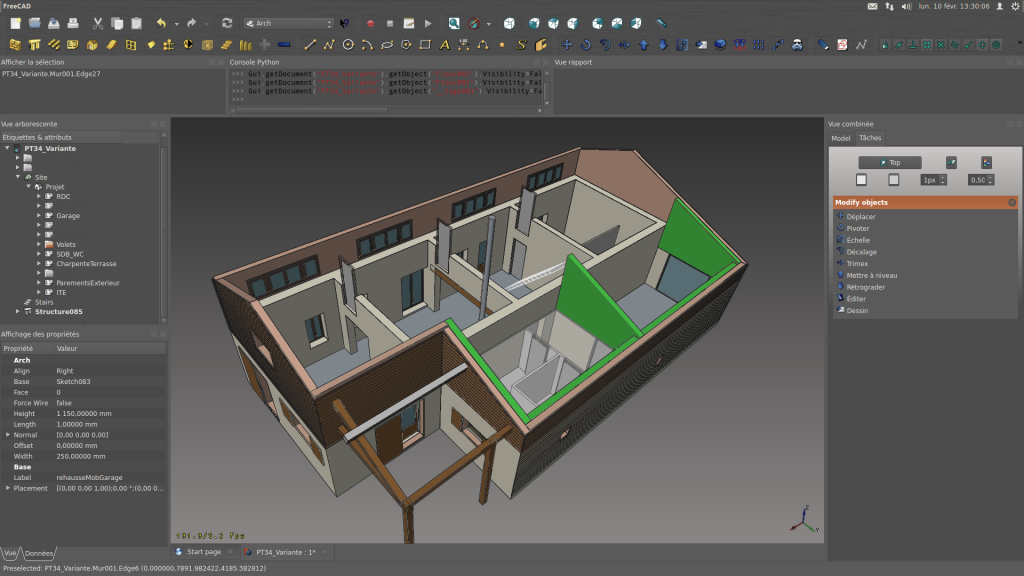
3차원 집 인테리어.

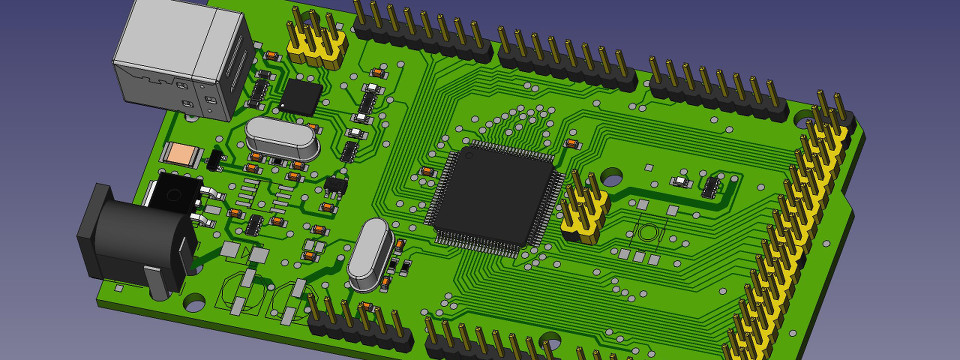
아두이노 기판 (이글 PCB 소프트웨어에서 가져옴).

프리캐드(FreeCAD)는 자유-오픈 소스(LGPLv2+ 라이선스)의 범용 목적의 파라메트릭 3차원 CAD 모델러이자 유한요소법(FEM)을 지원하는 빌딩 정보 모델링(BIM) 소프트웨어이다. 프리캐드는 기계공학, BIM, 제품 설계, 서피스 디자인등 디자인 엔지니어링용 3D 캐드이다. 이 프로그램은 OpenCascade 커널에 C++/Qt기반이며 파이썬 프로그래밍 언어를 사용하여 기능의 접근 확장이 가능하다.

## 기능

### 지원 파일 포맷
프리캐드의 주 파일 포맷은 프리캐드 표준 파일 포맷(FreeCAD Standard file format)인 .FCStd이다. 특정한 구조로 파일을 담을 수 있는 표준 zip 파일이다.

## 출시 역사
| 버전                                                                     | 출시일           |
| ------------------------------------------------------------------------ | ---------------- |
| 0.0.1                                                                    | 2002년 10월 29일 |
| 0.1                                                                      | 2003년 1월 27일  |
| 0.2                                                                      | 2005년 8월 9일   |
| 0.3                                                                      | 2005년 10월 31일 |
| 0.4                                                                      | 2006년 1월 15일  |
| 0.5                                                                      | 2006년 10월 5일  |
| 0.6                                                                      | 2007년 2월 27일  |
| 0.7                                                                      | 2009년 4월 24일  |
| 0.8                                                                      | 2009년 7월 10일  |
| 0.9                                                                      | 2010년 1월 16일  |
| 0.10                                                                     | 2010년 7월 24일  |
| 0.11                                                                     | 2011년 5월 3일   |
| 0.12                                                                     | 2011년 11월 20일 |
| 0.13                                                                     | 2013년 1월 29일  |
| 0.14                                                                     | 2014년 7월 1일   |
| 0.15                                                                     | 2015년 4월 8일   |
| 0.16                                                                     | 2016년 4월 18일  |
| 0.17                                                                     | 2018년 4월 6일   |
| 0.18                                                                     | 2019년 3월 12일  |
| 0.19                                                                     | 2021년 3월 20일  |
| 0.20                                                                     | 2022년           |
| 범례:오래된 버전오래된 버전, 지원 중최신 버전최신 미리보기 버전배포 예정 |                  |

## 같이 보기
- 큐캐드